# Élection présidentielle ghanéenne de 1992
L'élection présidentielle ghanéenne de 1992 s'est tenue le 3 novembre 1992.